# 特丁基对苯二酚
特丁基对苯二酚（又称叔丁基对苯二酚，简称TBHQ）是一种酚，由对苯二酚上加一个叔丁基构成。

## 应用
特丁基对苯二酚是一种高效的抗氧化剂。在食品中，特丁基对苯二酚用作植物油和多种食用动物油脂的抗氧化劑。它遇铁不变色，也不会改变食品的味道或气味。它也可以和其他防腐剂如丁基羟基茴香醚（BHA）一同使用。其作为食品添加剂的E编码为E319。它由于可延长保存期限，它被广泛用于食品中。
在工业生产中，它可以用作抑制有机过氧化物自聚合的稳定剂。也可以作为抗腐蚀剂添加于生物燃油中。在香水中，TBHQ可以用作固定剂，抑制挥发并提高稳定性。此外，也用于油漆、清漆及树脂中。

## 安全及限制
欧洲食品安全局（EFSA）和美国食品药品监督管理局（FDA）均认定在一定浓度内使用特丁基对苯二酚对人体是安全的。FDA和欧盟限制其在食用油脂中的添加量为0.02%。截止至2007年，日本未批准TBHQ，因此不可进口含有TBHQ的食物供销售。
在啮齿动物实验中，摄入较高浓度的特丁基对苯二酚使得实验动物出现胃肿瘤的征兆，并且发生DNA损伤。一系列研究表明，啮齿动物长时间暴露在高浓度的TBHQ中可能会致癌，尤其是胃癌。但也有其他动物研究得出了不同的结论，如TBHQ等酚类抗氧化剂可抑制多环胺类的致癌作用（TBHQ是其中之一，不是最有效的一种）、抑制亚硝胺的致癌作用（应该是通过Nrf2增加了解毒酶的产量）。EFSA也认为TBHQ不会致癌。1986年发表的一篇论文认为，从用量的角度考虑，容许的TBHQ用量与对实验动物造成损害的用量间有较大的裕量。
2021年的高通量筛查显示可能有免疫毒性。2014年就报道过，通过激活Nrf2，TBHQ会提高Th2细胞水平，导致老鼠过敏恶化。
接触本品的人有报道过视觉错乱。

### 生物学研究
在生物学研究中，由于已知TBHQ在体外可以激活促进细胞生存的NRF2，所以用来研究激活NRF2的后果。但是TBHQ的机能不止是激活NRF2，因此单纯用作这样的工具也并非完美。例如其抑制体外肝细胞因饱和脂肪死亡就是靠促进自噬。
虽然细胞实验大多显示出它可以帮助抵抗氧化压力，但用于中风老鼠时并没有达到保护神经的效果，反而有反作用。究其原因，是因为TBHQ会抑制脑血管内皮细胞的线粒体活动，从而削弱了血脑屏障的保护作用。对于注射了四氯化碳造成肝损伤的老鼠则似乎有帮助。
曾有孙逸仙纪念医院的职员在Scientific Reports发文称TBHQ可以抑制大鼠中血管紧张素II造成的高血压，但是后来被学术打假人员发现图片和其他文章有重复，因此撤回。